# Sticlă colorată
Sticla colorată se obține prin adăugarea unor cantități oxizi de fier, -cupru, -nichel, -argint, -aur sau a altor combinații metalice. În felul asta se pot obține aproape infinit de multe variații de culori.
Coloranții ionici sunt în general oxizii metalici. 
De exemplu sticla roșie conține și oxid de cupru, sticla galbenă sulfat de cadmiu, sticla albastră oxid de cobalt, sticla verde oxid de crom, sticla violetă oxid de mangan. Trioxidul de uraniu dă o culoare galben-verde însoțită de o frumoasă fluorescență de culoare verde.
Coloranții moleculari sunt reprezentați de seleniu care dă o culoare roz, de sulf care conferă o culoare galbenă sau galbenă-cafenie si mai ales de sulfurile și seleniurile diferitelor elemente. Foarte utilizat este amestecul CdS + CdSe care dă o culoare roșie-rubinie a cărei nuanță depinde de raportul dintre cei doi componenți.
Coloranții coloidali sunt de fapt metalele care, prin tratamente termice adecvate, sunt dispersate sub forma de soluție coloidală imprimând sticlei culori ce depind de dimensiunile particulelor coloidale. Astfel, aurul fin dispersat în sticlă asigură o culoare roșie-rubinie foarte frumoasă. Argintul dă nuanțe de la galben la cafeniu.
Sticlele colorate se topesc în creuzete cu capcități de ordinul sutelor de litri sau în cuptoare mici în care temperatura, și mai ales caracterul mediului, se pot controla riguros.
Sticlele colorate se utilizează în afara obiectelor de menaj (de exemplu: Vitralii), în numeroase domenii importante.

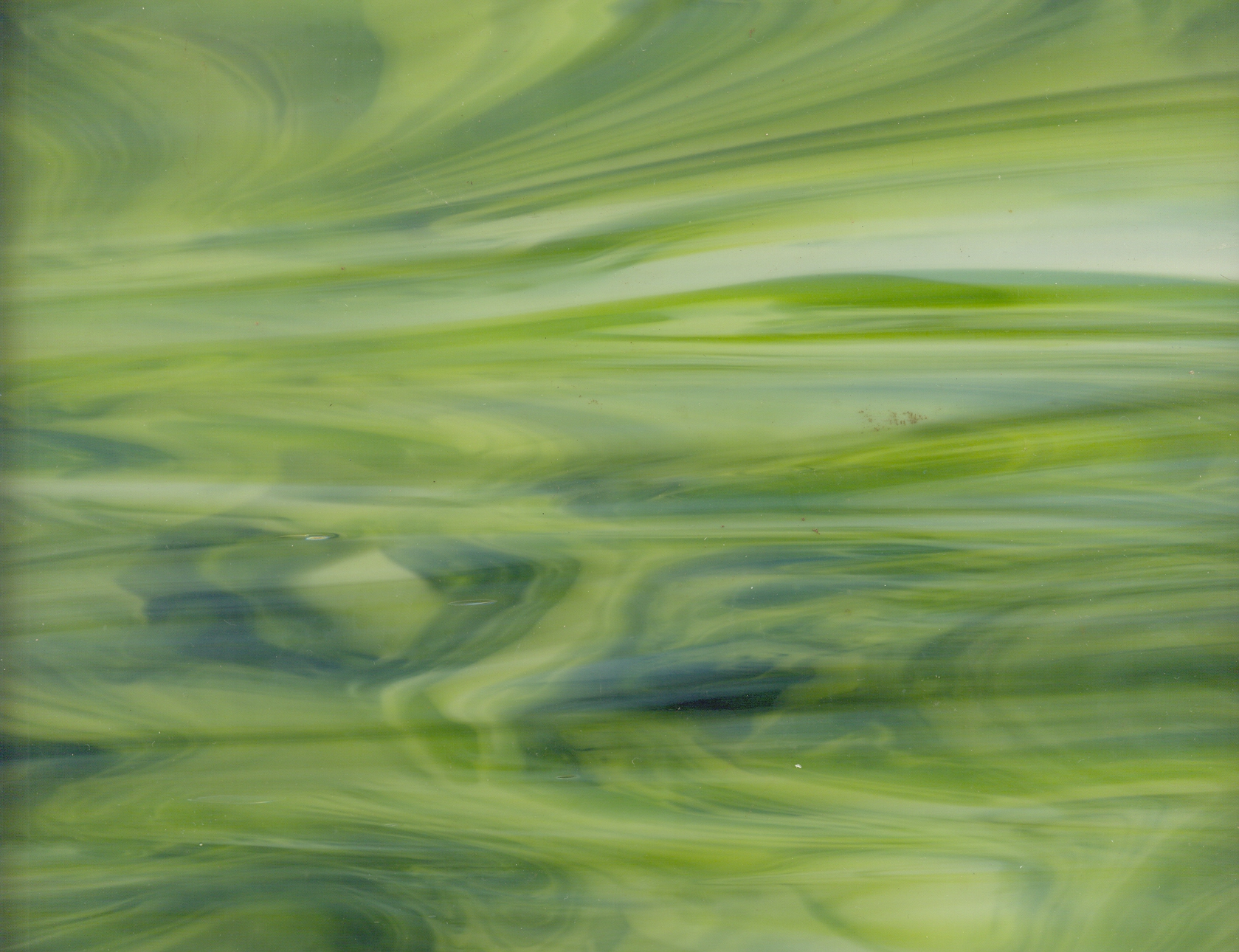
Sticlă colorată cu oxizi metalici
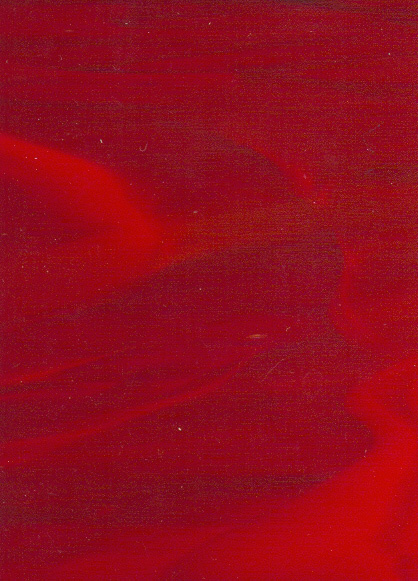
Sticlă colorată cu oxizi metalici
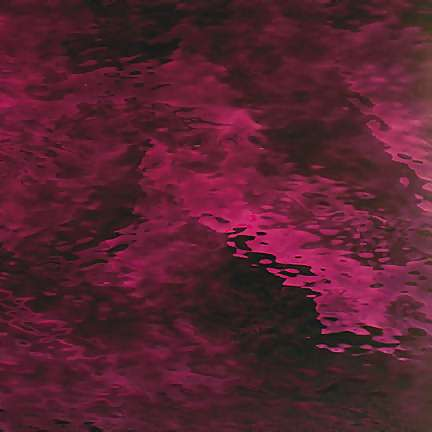
Sticlă colorată cu oxizi metalici
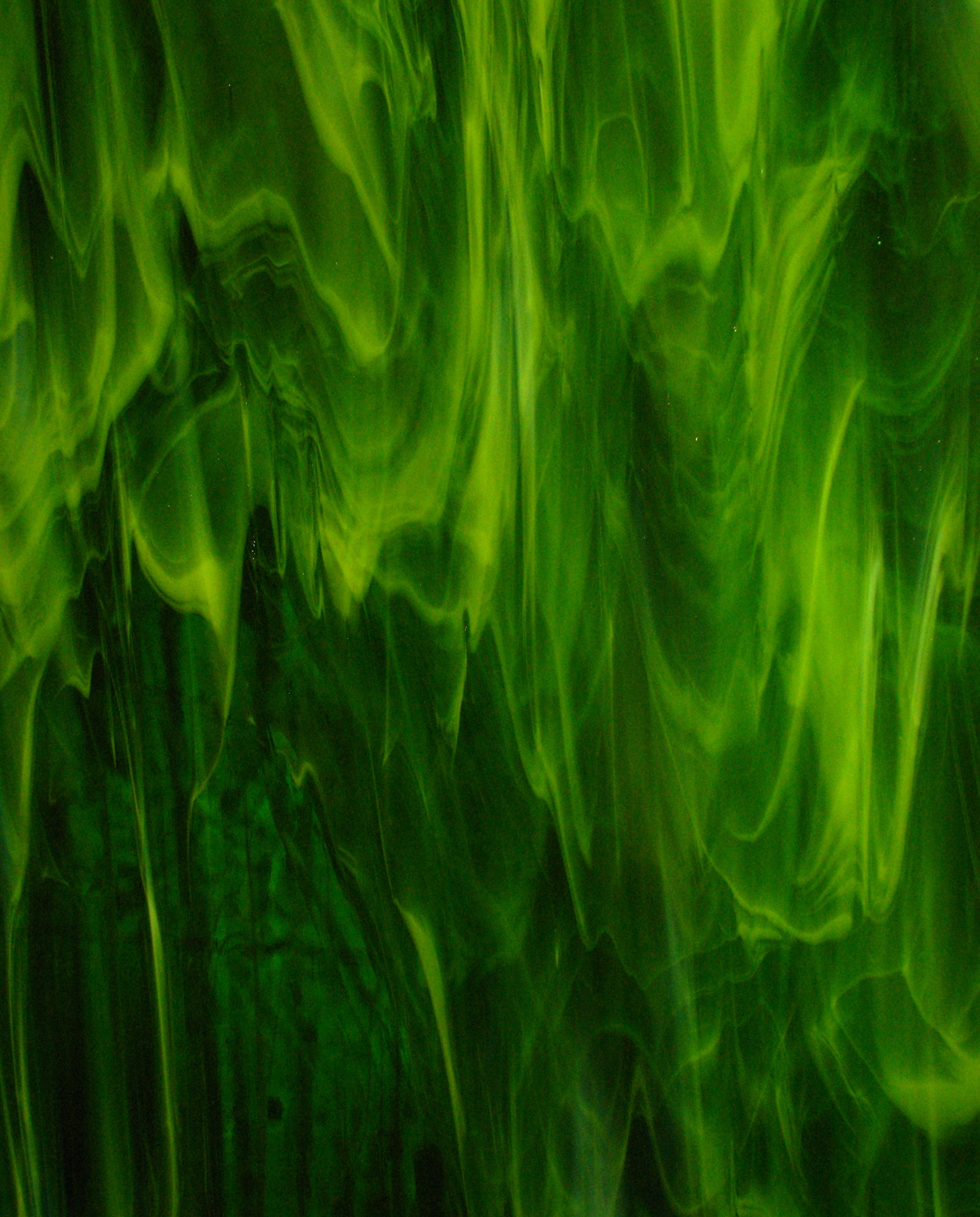
Sticlă colorată cu oxizi metalici
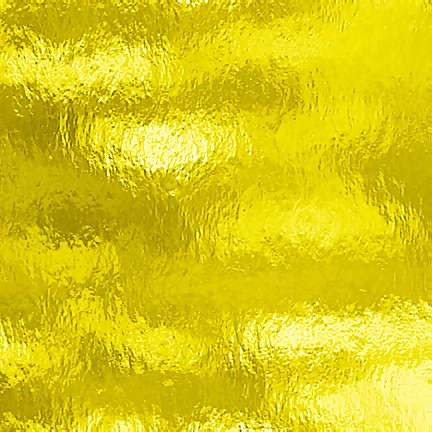
Sticlă colorată cu oxizi metalici
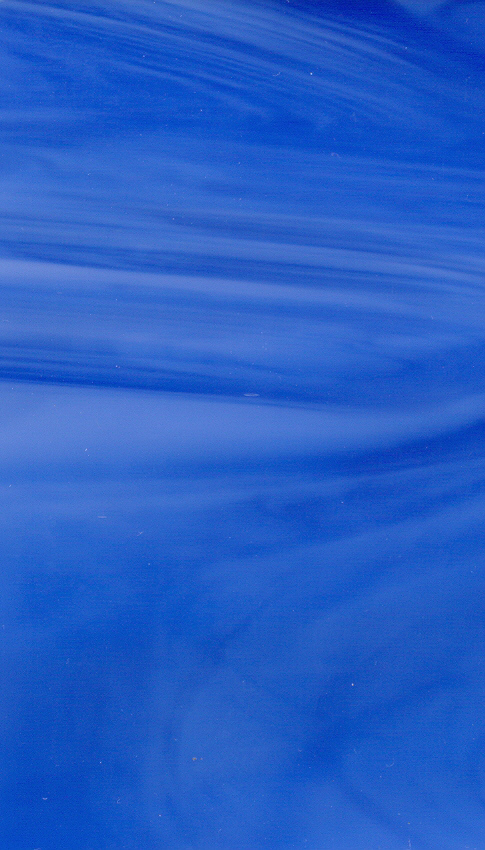
Sticlă colorată cu oxizi metalici
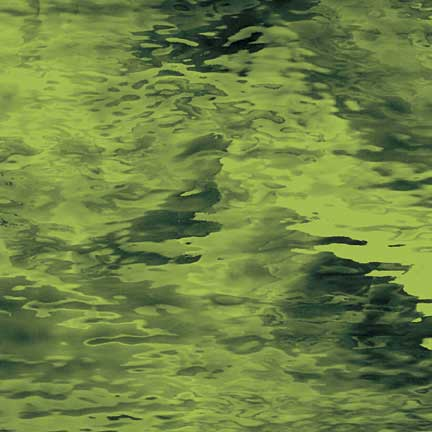
Sticlă colorată cu oxizi metalici
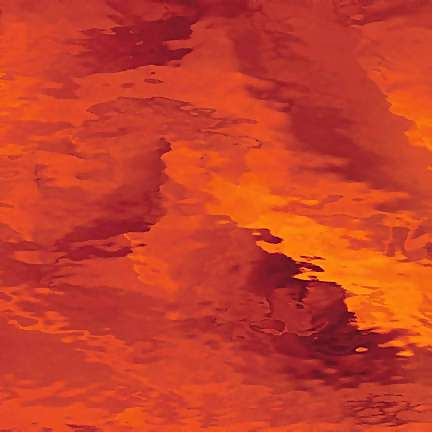
Sticlă colorată cu oxizi metalici